# Koli
Koli – polski zespół powstały we wrześniu roku 1998 w Płocku na bazie poprzedniego projektu Kanabiplanto. Zespół zawiesił swoją działalność kilka lat po utworzeniu zespołu Lao Che. Muzycy wydali jedną płytę pt. Szemrany. Nagrania uzyskały nominację do nagrody polskiego przemysłu fonograficznego Fryderyka w kategorii Album Roku – Rap/Hip-Hop. Pojedyncze osoby z grupy zapowiedziały, że powstała część utworów na kolejną płytę, która miała traktować o kosmosie i wizji przyszłości Polski: 

Będziemy tam snuć futurystyczne refleksje o społeczeństwie i kulturze polskiej. To będzie prawdopodobnie płyta punkowa i antysystemowa.

 Płyta miała nosić tytuł Kabaret. W jednym z wywiadów z 2006 roku członkowie zapowiedzieli, iż płyta raczej nie powstanie, tak samo jak Koli nigdy nie zagra, gdyż to już przeszłość i klimat dzieciństwa, który minął.

## Dyskografia
- Szemrany (1999, album)
- Tingel Tangel (1999, singel)
- Kukurydza (1999, singel)

## Nagrody i wyróżnienia
| Rok  | Kategoria                  | Tytułem  | Nagroda        | Nota      | Źródło |
| ---- | -------------------------- | -------- | -------------- | --------- | ------ |
| 1999 | Album Roku - Rap / Hip-Hop | Szemrany | Fryderyki 1999 | Nominacja | [ 2 ]  |